# Bulbophyllum rubiginosum
Bulbophyllum rubiginosum là một loài phong lan thuộc chi Bulbophyllum.